# جامعة دي مونتفورت
جامعة دي مونتفورت (DMU) هي جامعةٌ عامة في مدينة ليستر في إنجلترا. سُميت نسبةً إلى سيمون دي مونتفورت، وهو إيرل ليستر في القرن الثالث عشر، وكان أول من أسس برلمان إنجلترا عام 1265.

## روابط خارجية
- جامعة دي مونتفورت – الموقع الرسمي